# Ланцеротто Малочелло
Ланцеротто Малочелло (італ. Lanzerotto Malocello лат. Lanzarotus Marocelus, 1270—1336) — генуезький мореплавець, який вважається відкривачем Канарських островів. На честь Ланцеротто названо найзахідніший острів Канарського архіпелагу Лансароте, на якому Малочелло прожив біля 20 років. Про його перебування на Лансароте свідчить хроніка завоювання Канарських островів нормандцем Жаном де Бетанкуром.

## Історія
Ланцеротто Малочелло народився в 1270 році у містечку Варацце в Республіці Генуя (нині провінція Савона, Італія).
Можливо, що Малочелло здійснив подорож в Атлантику в пошуках інших генуезців — братів Вандіно та Уголіно Вівальді, які у 1291 році попливли на галері вздовж західноафриканського узбережжя в спробі знайти морський шлях до Індії і зникли безвісті.
Малочелло прибув на острів у 1312 році, звів тут щось подібне до укріпленого замку і прожив на острові майже два десятиліття, поки не покинув його через заколот гуанчів. Його перебування на острові підтверджується різними джерелами, в тому числі хронікою завоювання острова нормандцем Жаном де Бетанкуром, що відбулось майже через століття після відкриття острова Малочелло. Як стверджується в цій хроніці, форт, збудований Малочелло на острові ще можна було знайти в ті часи біля Тегісе .
На момент прибуття Малочелло островом правив король на ім'я Зонзамас. Його дочка зі своїм чоловіком Гуанараме успадкували його владу. Їх син Гвадарфія був правителем в 1402 році, коли на острів прибула експедиція Жана де Бетанкура.

## Карторафія

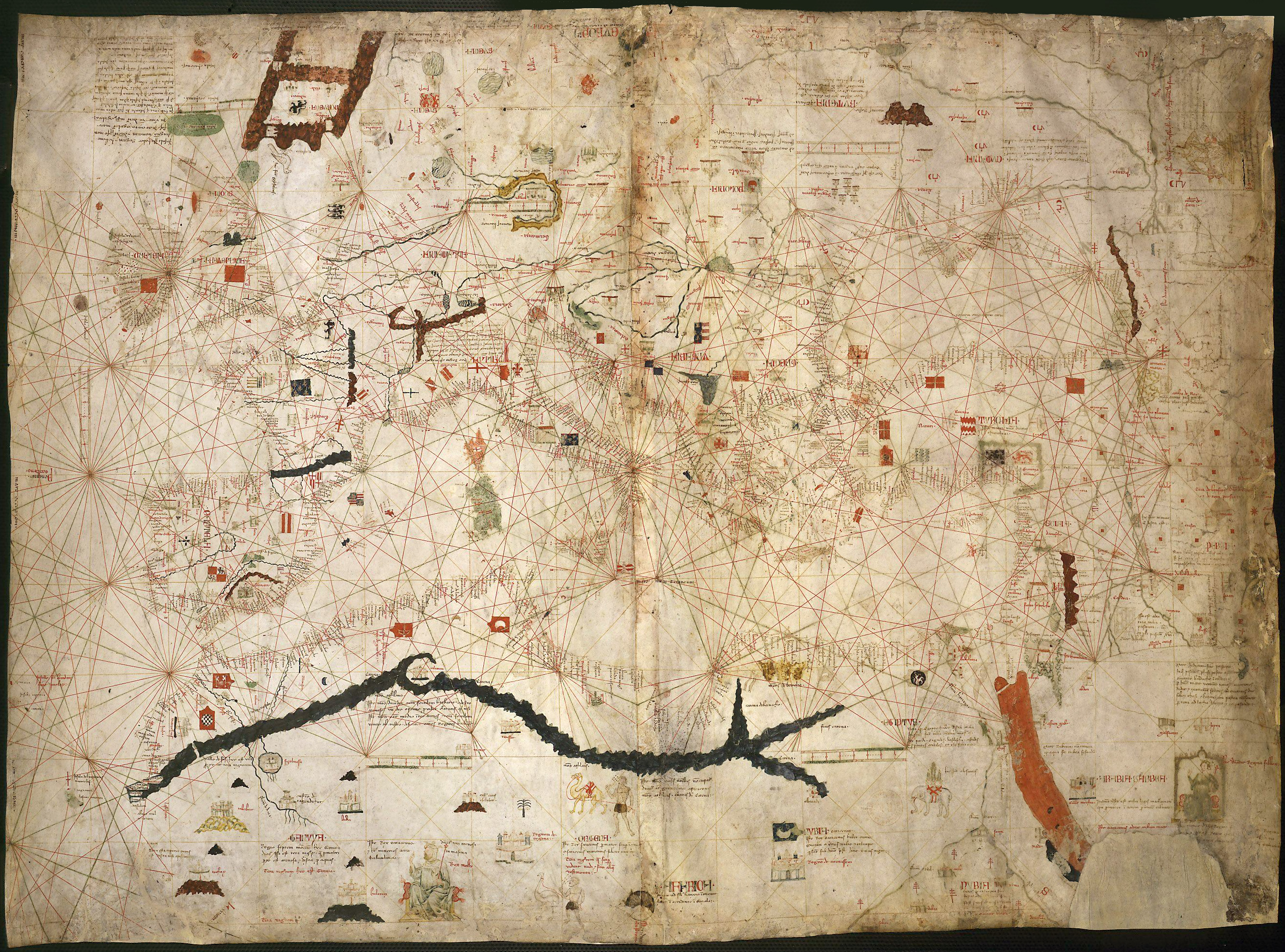
Портолан Ангеліно Дульсерта 1339 року, на якому вперше позначено о. Лансароте (в лівому нижньому куті)

Вперше острів з'явився на морській карті-портолані 1339 року, роботи майорканського картографа Ангеліно Дульсерта. На цій карті біля африканського узбережжя позначено «ulansula de Lançarote Mallucellus» (острів Лансароте Малучелуса), згодом скорочений до «Лансароте». Острів на портолані Дульсерта прикрашено генуезьким прапором — білим із червоним хрестом святого Георгія, що згідно з картографічними традиціями того часу свідчило або про приналежність острова або про національність його відкривачів.
Тубільна назва острова — Титерогака.

## Спадщина
У 2012 році 700-річчя відкриття острова Малочелло Канарських островів на Лансароте відзначали низкою конференцій. Доповідачі зосереджувались на історичному контексті подорожі. На честь ювілею були проведені заходи в Римі, Варацце, Брюсселі, Страсбурзі, Мадриді та Лансароте.
Делегація зі 162 мешканців Варацце (рідного міста Малочелло) на чолі з мером міста відвідали Лансароте. Вони прибули на борту круїзного корабля «Коста Делізіоза», який пройшов між Італією та Лансароте по шляху, по якому 700 років тому йшов до Канарських островів Малочелло.
На честь Ланцеротто в 1929 році було названо італійський есмінець «Ланцеротто Малочелло», що брав активну участь в громадянській війни в Іспанії та Другій світовій війні.